# Буђење немани
Буђење немани (енгл. Leviathan Wakes) је научно фантастични роман аутора Џејмса С.А. Корија. У питању је прва књига у серијалу Пространство. Роман је 2012. године номинован за Хуго награду за најбољи роман, и за Локус награду за најбољи роман у категорији научне фантастике У продукцији Сајфај направљена је адаптација романа у склопу пројекта Пространство. Буђење немани је приказано у првој и делу друге сезоне. 

## Заплет
Буђење немани је смештено око 250 година у будућности где су људи колонизовали већи део сунчевог система. На почетку приче јављају се велике тензије у Појасу који је колонизован и насељен Белтерима, поред самих астероида у појасу укључени су и разни сателити Јупитера и Сатурна (ово је Алијанса спољних планета), тензије се јављају између Земљана (Уједињене нације), Марса (Конгресна република Марс) и самог Појаса (АСП). Радња се одвија на ствариним локацијама нашег сунчевог система као што су Церера и Ерос у појасу астероида, на Сатурновом сателиту Феба као и сателиту Титан.
Прича почиње када тегљач леда Кантербери на свом путу од Европе ка Церери прими сигнал за помоћ (СОС). Као најближи брод извору сигнала пет чланова посаде са Кантерберија се укрцава на шатл и креће у помоћ броду у невољи. Они откривају напуштени брод под именом Скопули али нема никаквог трага о посади истог, након што су се укрцали на Скопули сазнају да је у питању заседа када се појављује ратни брод са стелт технологијом који уништава Кентербери нуклерним торпедом. Заповедник петочлане екипе сазнањем да је одашиљач СОС сигнала Марсовске производње, шаље поруку целом систему како је Марсова морнарица уништила тегњач.
Због опужби, КРМ (Конгресна република Марс), наређује Холдену да се са посадом и шатлом укрца у бојни брод типа Донаџер, где ће бити саслушани од стране обаештајне службе КРМ. Приликом боравка на Донаџеру долази до битке где је веилики број малих неидентификованих бродова успело да уништи донаџер, али не пре него што је Холден са својим људима успео да побегне са Донаџера у мањем јуришном марсовком броду који је касније назван Росинанте. 
Током радње долази се до спозјане о вирусу који су научници нашли на Феби за коју се испоставља да је дошла изван нашег Сунчевог система и да је пре више милиона година била сa намером послата ка Земљи од стране "Ванземањаца", али је на путу ка Земљи била привучена Сатурновом гравитацијом. Вирус има деструктвино дејство по живи организам и Ерос са популацијом од 5-6 милиона људи је жртвован (намерно заражен) од стране корпоративних научника, како би проучавали сам вирус. 
У врхунцу приче приликом покушаја да се сам Ерос уништи како би се спречило ширење вируса, Ерос на непознати начин добија нову путању и то ка Земљи, међутим Милер који је пореклом са Церере успева Еросу да промени курс и да га "сруши" на Венеру.